# Löschflugzeug

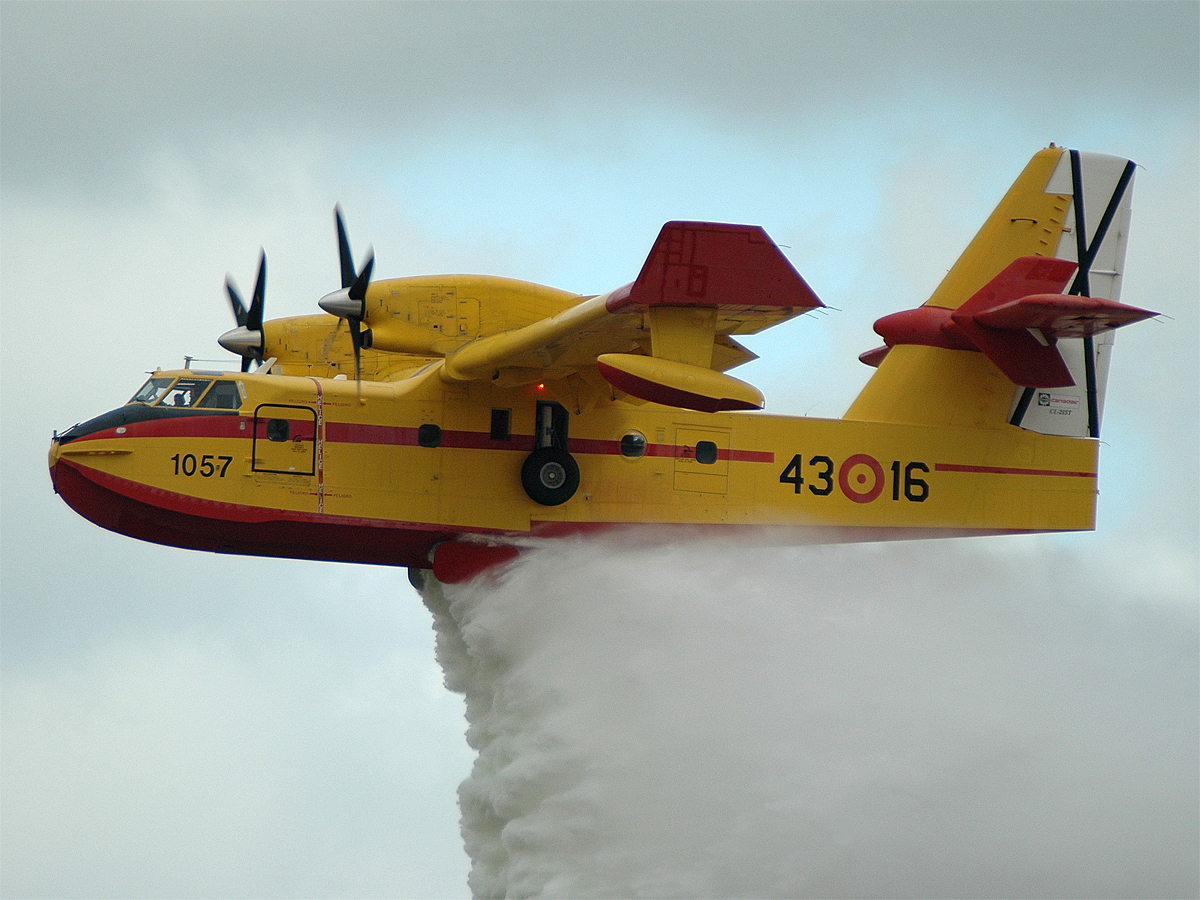
Die Canadair CL-215T ist speziell als Löschflugzeug konstruiert

Ein Löschflugzeug ist ein speziell für die Brandbekämpfung mit Tanks ausgerüstetes Flugzeug. Löschflugzeuge sind seit 1955 im Einsatz bei Waldbränden. Sie waren damals die einzige Möglichkeit, kurzfristig im unwegsamen Gelände Löschmittel einzusetzen.

## Geschichte
Bereits in den 1920er und 1930er Jahren fanden u. a. in den USA Versuche zum Abwurf von Wasserbehältern auf Feuer am Boden statt.
1945 beauftragte die School of Forestry der University of California eine Studie zu der Frage, wie man die Wasserladung eines Löschflugzeugs am effektivsten auf einen Brand abwirft. Sie bauten einen Wassertank in die Torpedoabwurf-Vorrichtung einer Grumman TBF Avenger ein. Ein Pilot mit einer Avenger flog zahlreiche praktische Versuche und warf Wasser aus verschiedenen Höhen und bei verschiedenen Windstärken und Windrichtungen ab („Operation Firestop“). Die Studienergebnisse wurden weltweit rezipiert.
Die Forstverwaltung in Kalifornien führte die Versuche fort. Hier fand am 12. August 1955 im Mendocino National Forest der weltweit erste erfolgreiche Einsatz einer Boeing-Stearman Model 75 als Löschflugzeug statt. Die Maschine konnte ca. 640 Liter Wasser (170 Gallonen) mitführen. Bereits ein Jahr später standen hier sieben Löschflugzeuge zur Verfügung.
Als Löschmittel wurde reines Wasser, welches beim Abwurf zu verdampfen drohte, bevor es den Brandherd erreichte, recht bald durch ein Wasser-Chemikalien-Gemisch ersetzt.
Zwischen 2006 und 2021 waren zwei umgebaute Boeing 747 die größten Löschflugzeuge der Welt. Sie konnten über 77.000 Liter Löschmittel ausbringen.
Aktuell (Stand 01/2023) sind bei der Firma DC-10 Air Tanker vier DC-10-30 als weltweit größte Löschflugzeuge im Einsatz. Sie können bis zu 45.000 Liter Löschmittel abwerfen.

## Aufnahme und Abgabe von Löschmittel
Bei herkömmlichen Starrflügelflugzeugen werden die Wassertanks in der Regel auf einem regulären Flugplatz oder auch auf behelfsmäßigen Pisten nahe dem Einsatzort über Schläuche befüllt.
Hubschrauber nehmen meist das Wasser in einem am Seil ins Wasser tauchenden Außenbehälter im Schwebeflug auf.
Flugboote und Amphibienflugzeuge, die als Löschflugzeuge eingesetzt werden, können meist während des Fluges Wasser aus einem Gewässer aufnehmen, indem sie mit Füllrohren ins Wasser eintauchen, ohne jedoch auf dem Wasser zu landen.
Zur schnellen Aufnahme großer Wassermengen ist eine hohe Motorleistung erforderlich. Wenn die Canadair CL-415 6 t Wasser in 12 s bei einer Geschwindigkeit von 160 km/h aufnimmt, wirkt dadurch eine Bremskraft von 22 kN, für die die Motoren zusätzlich 1000 kW abgeben müssen, damit das Flugzeug die Geschwindigkeit hält. Ein ganz ähnliches Prinzip zur Wasseraufnahme nutzten auch einige Dampflokomotiven über einem speziellen Trog in den Gleisen.
Der Vorteil ist dabei, neben der Möglichkeit mehrere Abwürfe innerhalb kurzer Zeit durchzuführen, vor allem die längere Einsatzdauer, weil entsprechende Flugzeuge mit weniger Last in die Nähe des Einsatzgebietes fliegen und somit weniger Treibstoff brauchen.
Dem Löschwasser können dabei Chemikalien zur Effizienzsteigerung (Flammschutzmittel) beigemischt werden, diese können gefärbt sein, um dem Piloten als Markierung zu dienen. Das Abwerfen der Wasserlast – also das Auslassen und der Fall – dauert typischerweise nur 3–5 Sekunden.
Der Löschmittelabwurf erfolgt meist im Tiefflug; der Pilot oder ein Besatzungsmitglied löst ihn aus.

## Besonderheiten spezieller Löschflugzeuge
Die Canadair CL-215 war das erste Flugzeug, das speziell als Löschflugzeug konstruiert worden ist. Zusammen mit dem Nachfolgemodell Canadair CL-415 bildet sie noch heute das Rückgrat der luftgestützten Waldbrandbekämpfung in den Mittelmeeranrainerstaaten und Kanada.
Löschflugzeuge sind strukturell so ausgelegt, dass sie die Wechselbelastungen der Struktur durch die Löscheinsätze, insbesondere das Abfangen nach dem Auslösen des Löschwassers und die starken Böen im Bereich eines Brandes wie auch den Wellenschlag bei der Wasseraufnahme problemlos überstehen. Löscheinsätze sind jedoch grundsätzlich gefährlicher als herkömmliche Flüge, es kommt immer wieder zu Unfällen.
Weitere ehemalige und aktuelle Löschflugzeuge (Auswahl):
- Airbus A400M[8]
- Alenia C-27J[9]
- Avic AG600
- Berijew Be-12P-200
- Berijew Be-200
- Boeing B-17
- Boeing 747 Supertanker
- Canadair CL-215
- Canadair CL-415
- Douglas DC-6
- Iljuschin Il-76
- Lockheed C-130
- Martin JRM
- McDonnell Douglas DC-10

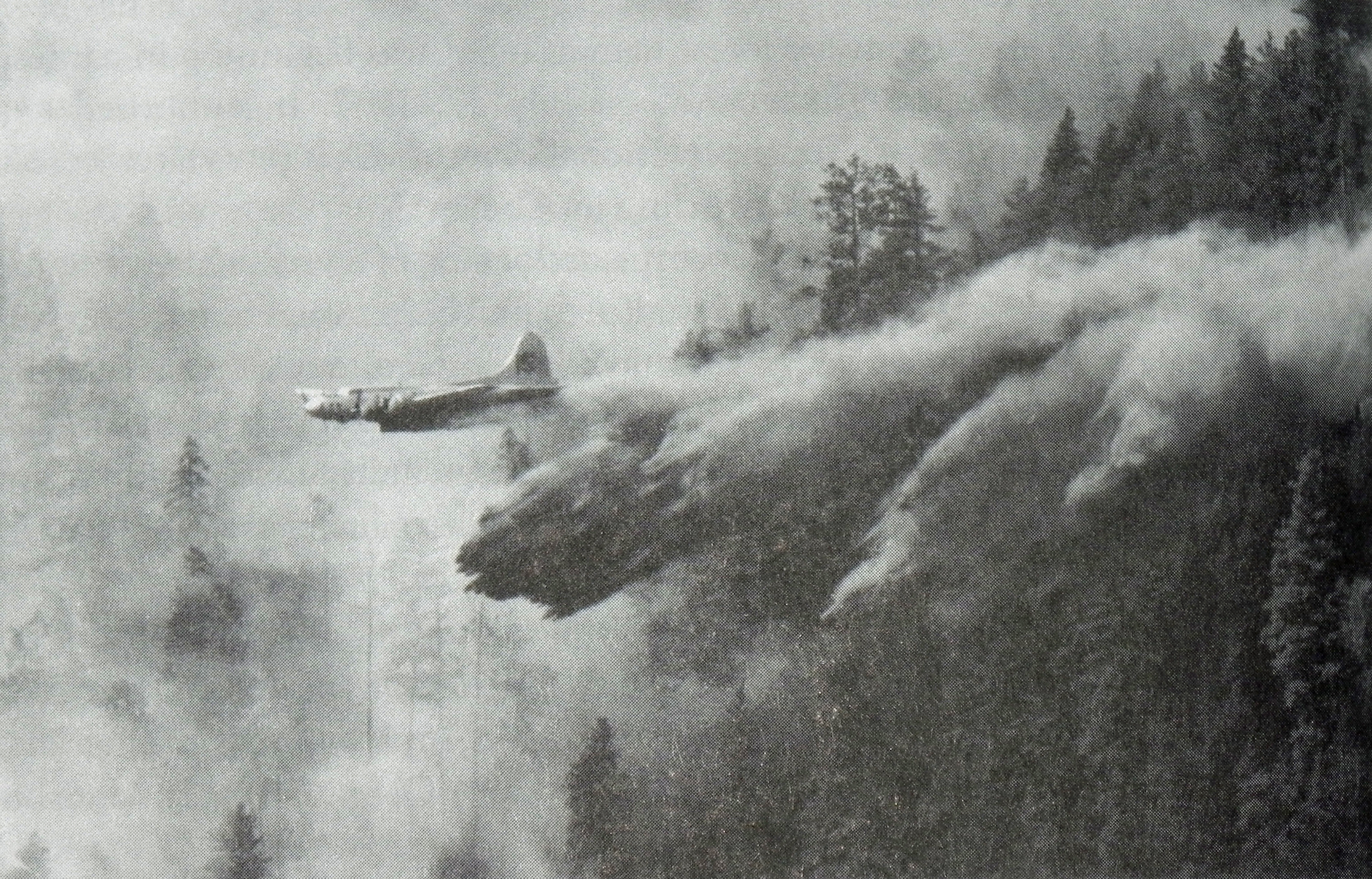
Ein zum Löschflugzeug umgebauter B-17-Bomber im Einsatz um 1960
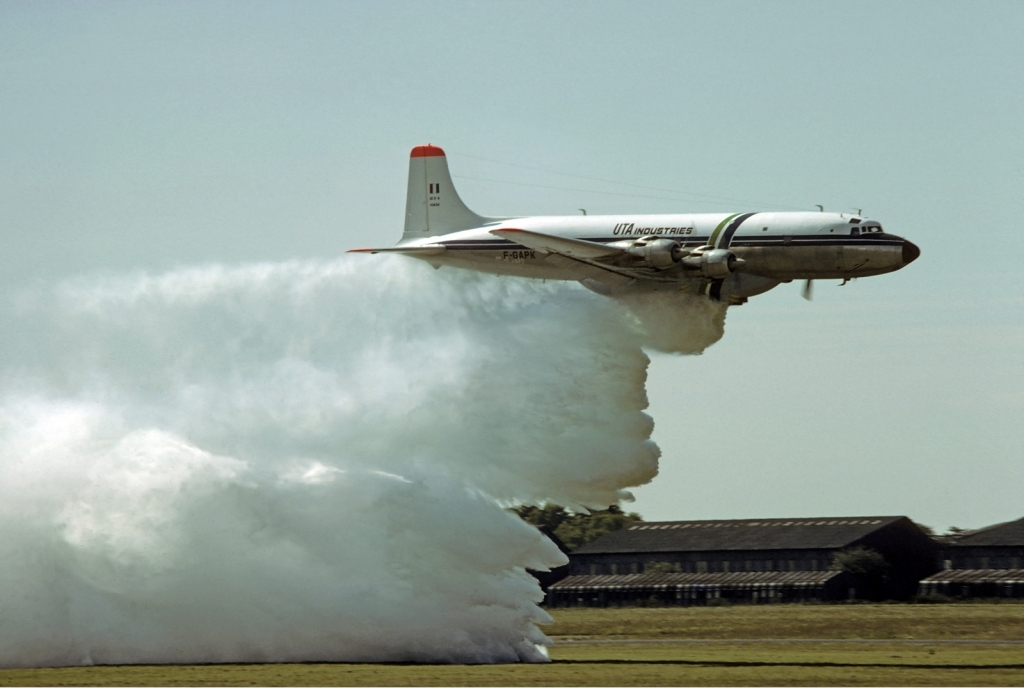
Eine Douglas DC-6 bei einer Löschvorführung in Paris (1977)
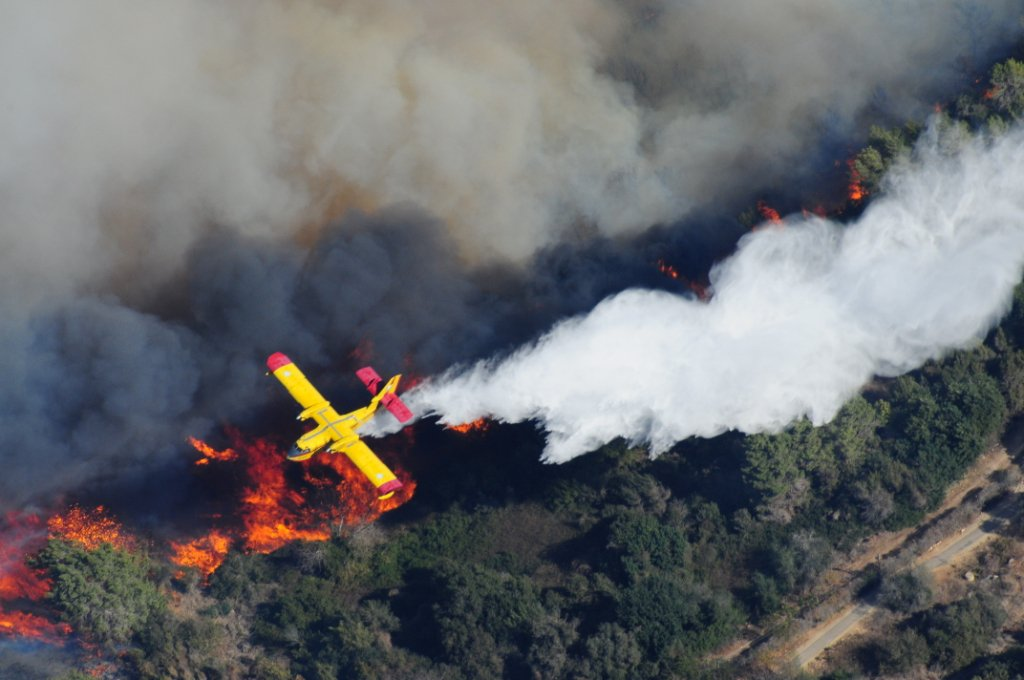
Eine griechische CL-415 beim Einsatz im Karmel
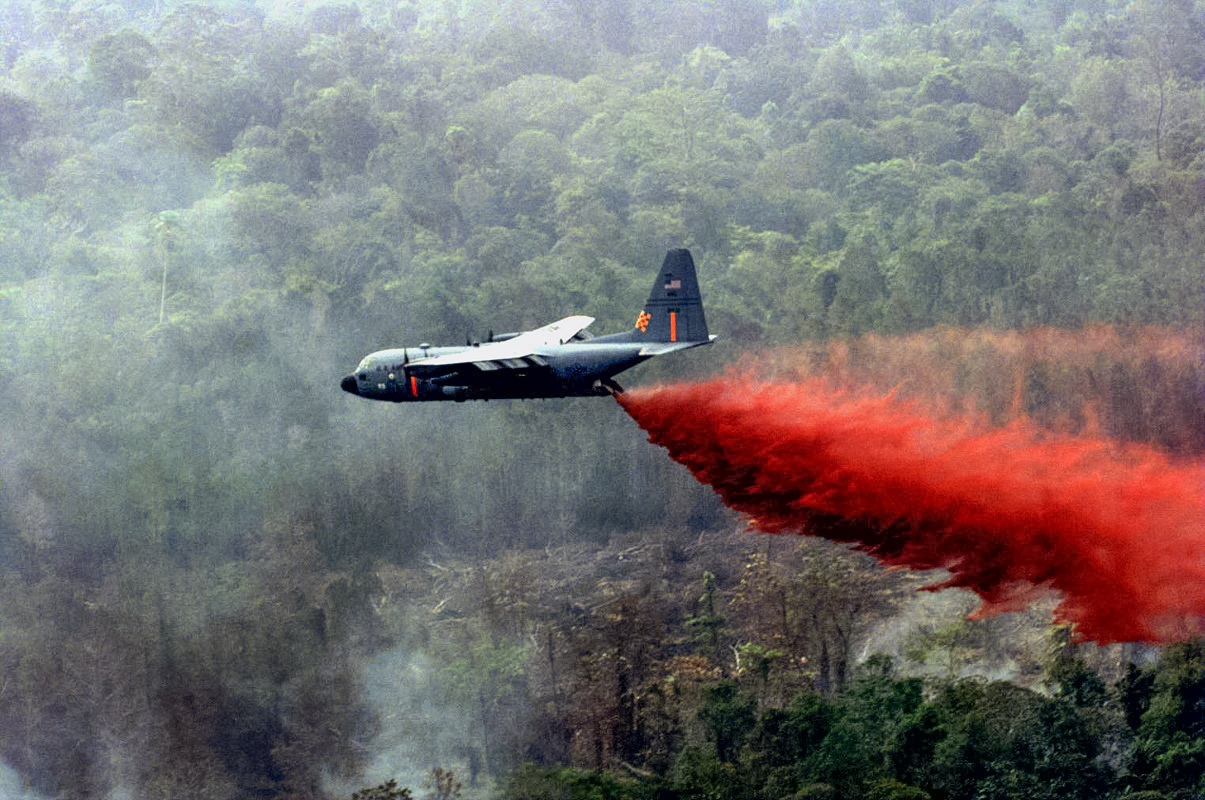
Lockheed C-130 als Löschflugzeug
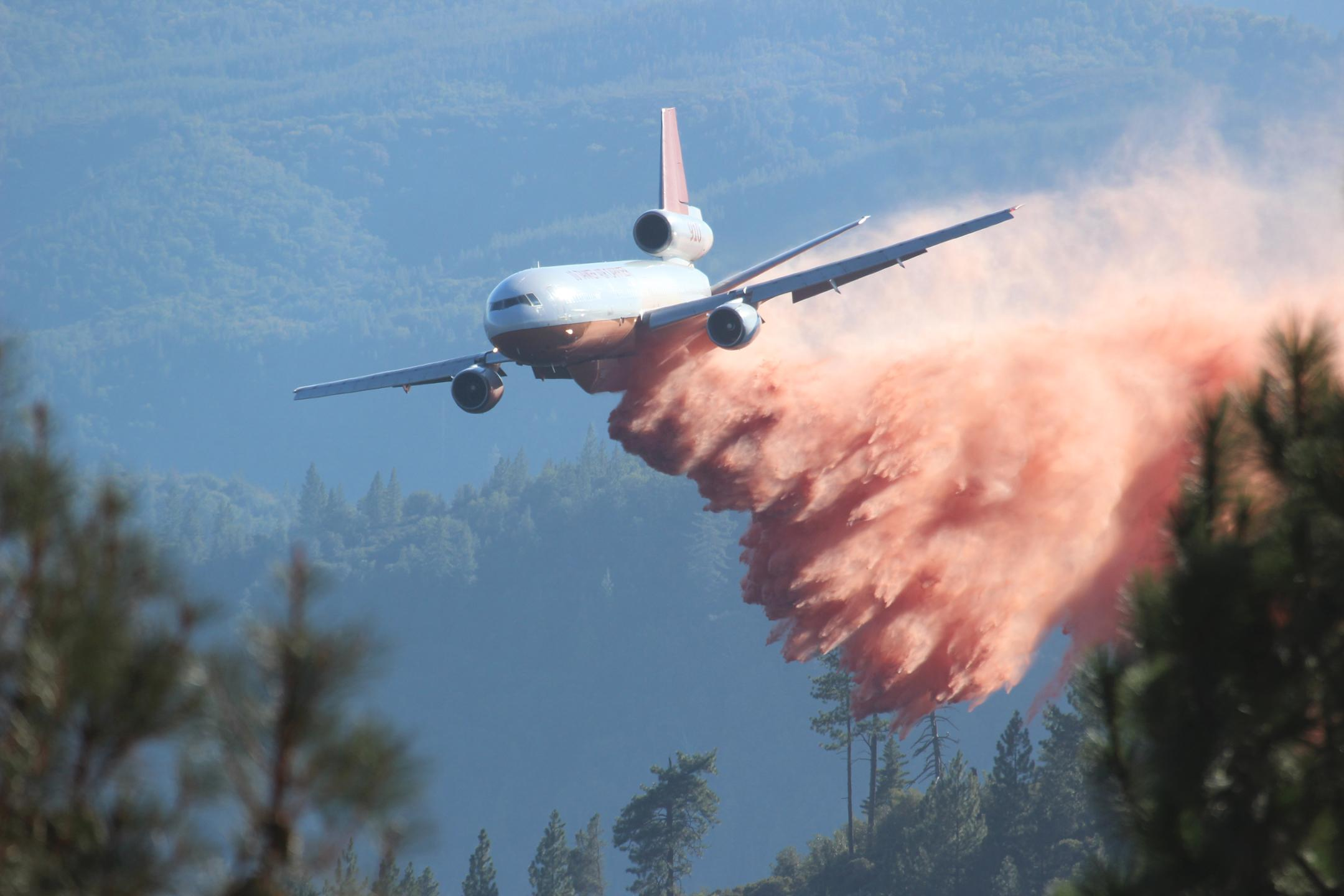
Eine DC-10-10 von DC-10 Air Tanker im Einsatz als Löschflugzeug (die Maschine wurde 2014 außer Dienst gestellt)
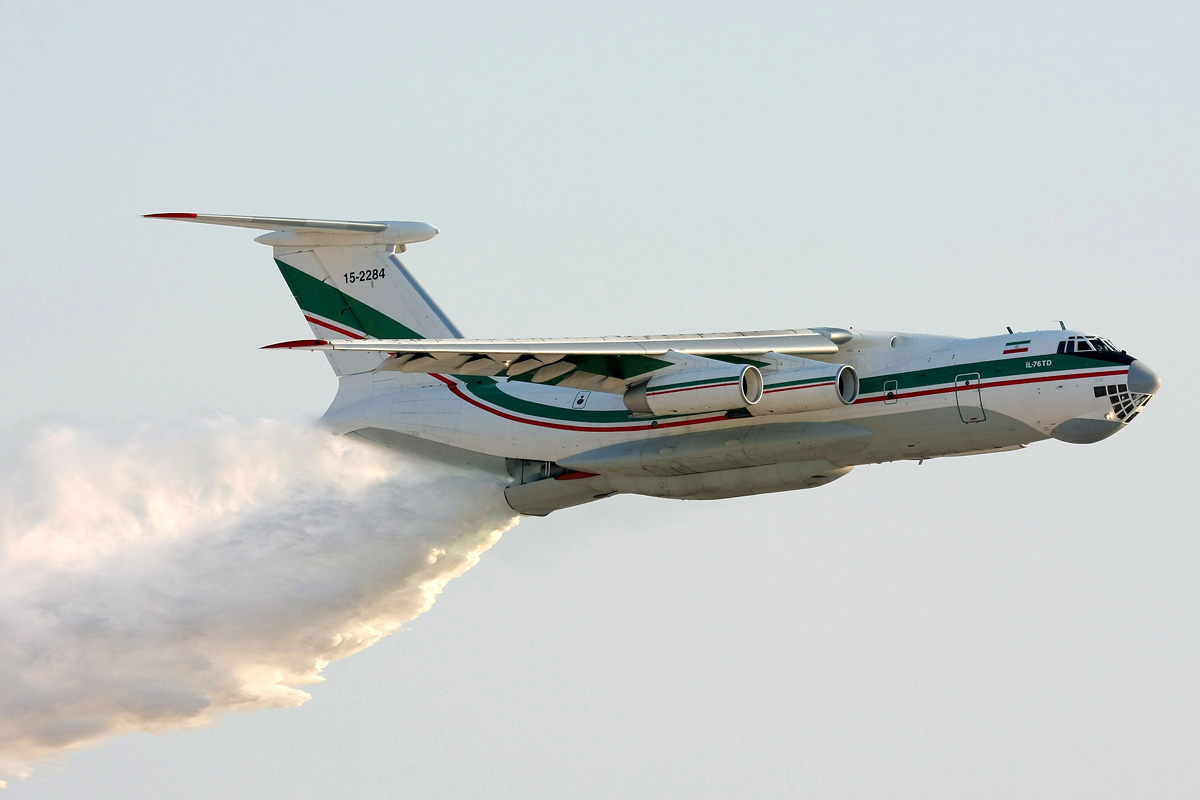
Eine Iljuschin Il-76 als Löschflugzeug im Iran

## Agrarflugzeuge als Löschflugzeuge
Viele Agrarflugzeuge können ebenfalls Löschwasser in ihren Tanks aufnehmen und so zur gezielten Brandbekämpfung eingesetzt werden. Diese Flugzeuge können zwar nur relativ geringe Wasservorräte mitführen und sind nicht primär für die Brandbekämpfung vorgesehen, jedoch verfügen sie durch ihre Konstruktion über gute Langsamflug-Eigenschaften und können in den meisten Fällen auch von unbefestigten Pisten in der Nähe des Einsatzortes agieren.

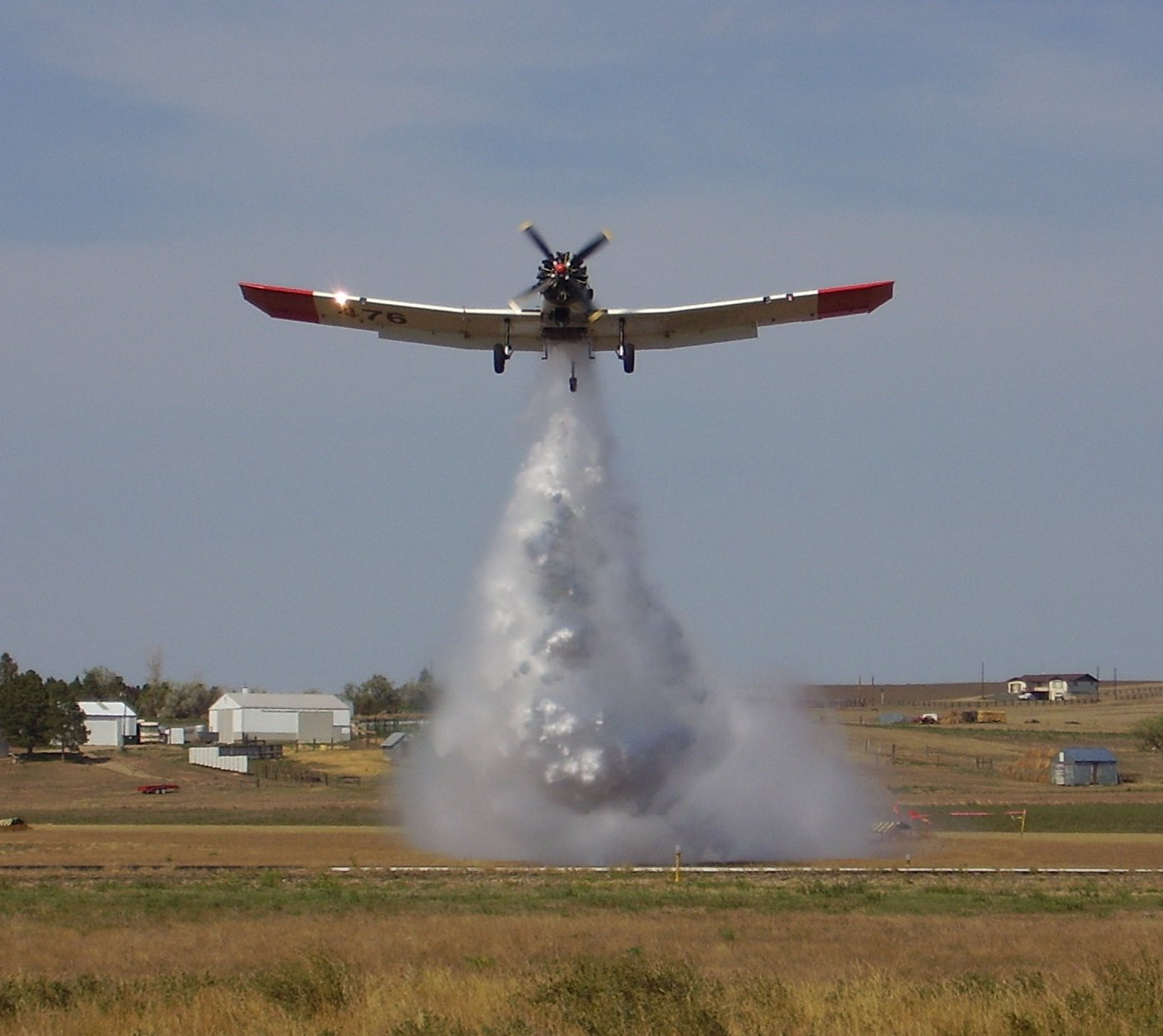
Eine Agrarmaschine vom Typ PZL M18 Dromader beim Löschwasser-Abwurf
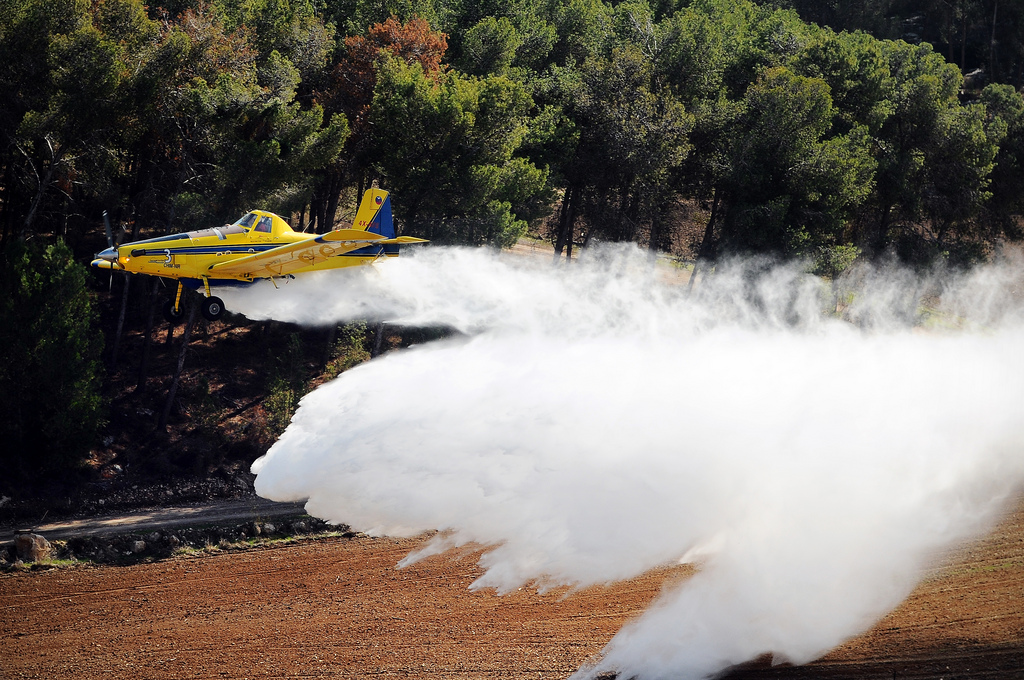
Eine Agrarmaschine vom Typ Air Tractor AT-802 beim Löschwasser-Abwurf

## Hubschrauber im Löscheinsatz
Auch Hubschrauber können zur Brandbekämpfung eingesetzt werden. Hierfür werden entweder fest installierte Tanks an bzw. in der Hubschrauberzelle oder Löschwasser-Außenlastbehälter am Lasthaken eingesetzt. In Deutschland halten u. a. die Bundespolizei und die Bundeswehr mittelschwere Transporthubschrauber vom Typ Aérospatiale AS 332 und Sikorsky CH-53G für Löscheinsätze mit Löschwasser-Außenlastbehältern bereit.
In den 1960ern und 1970ern machte die Hubschraubertechnik große Fortschritte; im Kalten Krieg hatten die Luftstreitkräfte vieler Länder großes Interesse an Hubschraubern mit hoher maximaler Nutzlast und hoher Reichweite (zum Beispiel für Luftlandeoperationen, siehe auch hier).
Man kann an jeden Hubschrauber einen Löschwasser-Außenlastbehälter anhängen. Löschhubschrauber haben einige Vorteile gegenüber Löschflugzeugen:
- sie können im Schwebflug auch über kleinen Gewässern wie Teichen Wasser aufnehmen.
- sie können neben ihrem Lösch-Einsatz auch gefährdete Feuerwehrleute oder Einwohner evakuieren und so deren Leben retten.
- sie können das Löschwasser über einem kleinen Brandherd genauer platzieren als ein Löschflugzeug und damit auch operierende Gruppen von Feuerwehrleuten unterstützen und vor dem Brand schützen
- Löschwasser-Außenlastbehälter aus festem Material (z. B. Aluminium) können Löschwasser im Sprühstrahl dosiert und gezielt abgeben; außerdem können sie teilbefüllt verwendet werden.
- in vielen Ländern sind mehr Hubschrauber als Löschflugzeuge verfügbar.

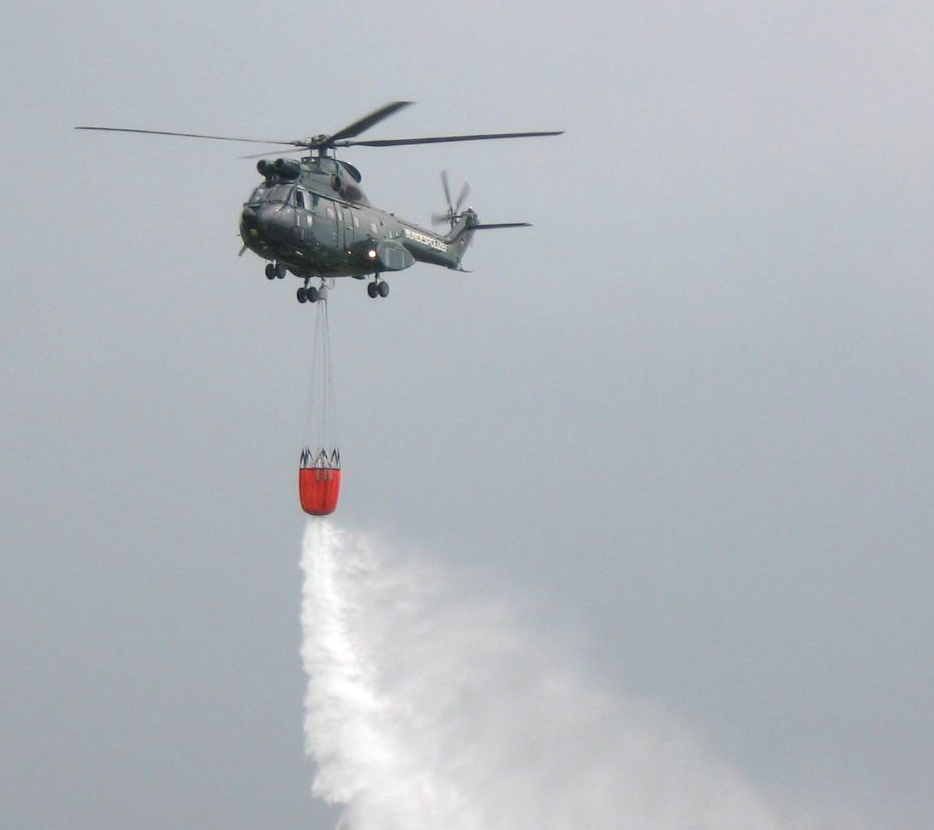
Eine Aérospatiale AS 332 wirft Löschwasser aus einem Außenlast-Löschbehälter ab.
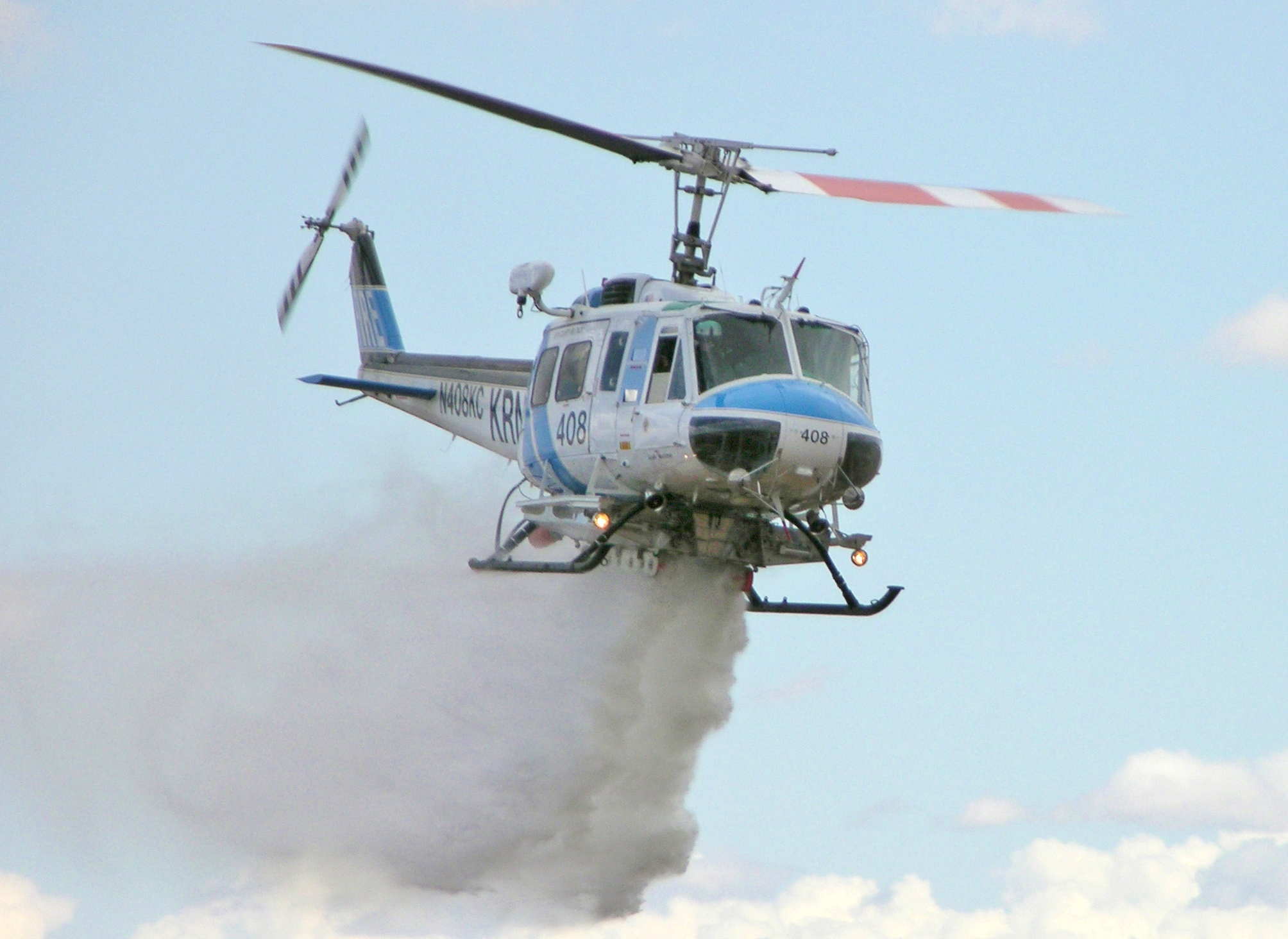
Eine Bell 205 wirft Löschwasser aus einem fest installierten Zellentank ab.

### Unbemannte Multikopter
Noch nicht im regulären Einsatz, sondern in der Erprobung und Demonstration, sind unbemannte Fluggeräte.
Im September 2015 präsentierte FliteTest in den USA die Entwicklung einer kleinen Y-Hexakopter-Drohne, die mit pulverförmigem (1,22 kg (2 lb. 11 oz.), 25 s Sprühdauer) oder wässrigem Löschmittel ferngesteuert löscht. Die etwa 4,5 kg wiegende Drohne ist faltbar ausgeführt, steht auf einem Paar Kufen, kann am Boden von einem Modellauto gezogen werden und ist mit grünem Laservisierstrahl und Onboard-Videokamera mit Übertragung zum Fernsteuer-Piloten ausgestattet. Der von Peter entwickelte Prototyp von Firecopter trägt die Nummer 87.
Im Herbst 2016 testete die Feuerwehr von New York erstmals eine ca. 3,6 kg (ca. 8 lb.) schwere Quadrokopter-Drohne zum Ausspähen (VIS, IR) von Feuern, die an einer etwa 61 m (200 ft) lang ausziehbaren Fesselleine fliegt und dessen Pilot von einem Beobachter unterstützt wird.
Sons of Explosions mit Henri Kiviniemi, Finnland zeigten 2017 das Löschen kleiner Brände per Abwurf einer Feuerlösch-Bombe mit Löschpulver von einer Oktokopter-Drohne.
Aerones, ein Start-Up aus Lettland testete 2018 eine mindestens 100 kg schwere UAV Drohne zum Heben eines (dünnen) Löschschlauchs, um damit aus bis zu 300 m Höhe Brände zu bekämpfen. Die Wasserversorgung erfolgt durch die Pumpe eines Feuerlöschfahrzeugs am Boden. 200 kg Nutzlast erlauben auch das hebende Retten einer Person aus einem See.
Ehang, China stattete 2020 die sonst personentransportierende Drohne EHang 216 AAV mit 6 Abschussvorrichtungen für Pulverlöschgranaten und einem Laserzielstrahl aus. Eine Pumpenwasserspritze wird mit Wasser aus einem mitgeführten Tank gespeist. Die Drohne wird dabei unbemannt, ferngesteuert geflogen.